# Daria Hovora
Daria Hovora (née le 17 février 1947 à Überlingen et morte le 9 novembre 2017 au Mans) est une pianiste française.

## Biographie
Daria Hovora a étudié au Conservatoire national supérieur de musique de Paris, et y obtient les 1ers prix première nommée de Piano et de musique de chambre professionnelle (classe de Joseph Calvet). Elle se perfectionne ensuite auprès de György Sebök, Georges Solchany et Menahem Pressler.
Elle se lance alors dans une carrière de chambriste, jouant dans le monde entier avec notamment Mischa Maïsky, Pierre Amoyal, Ivry Gitlis, Régis Pasquier, Jean-Jacques Kantorow, Augustin Dumay, Gérard Jarry, Gérard Caussé, Bruno Pasquier, Frédéric Lodéon (dont elle a été la compagne), Sonia Wieder-Atherton, Michel Arrignon ou Michel Portal.
Daria Hovora a créé des œuvres d’Olivier Greif et Edison Denisov.
Elle a été professeur de musique de chambre au Conservatoire national supérieur de musique et de danse de Paris, où elle a eu notamment pour élève Paul Montag.
Sa discographie comprend notamment des mélodies françaises, les sonates pour violoncelle et piano de Camille Saint-Saëns, la sonate Arpeggione et des lieder de Schubert, un enregistrement avec Sonia Wieder-Atherton consacré à des chants juifs ainsi qu'un récital Cellissimo avec Mischa Maisky.

## Prix
- 1971 : Lauréate du Concours international de piano de Montréal
- 1972 : Prix du meilleur accompagnement au Concours de violoncelle Gaspar Cassadó de Florence
- 1974 : Prix du meilleur accompagnement au Concours international Tchaïkovski de Moscou

## Discographie[6]
- 1974 : Sonate pour violoncelle et piano de Richard Strauss et Sonate pour violoncelle et piano de Serge Prokofiev avec Frédéric Lodéon - Erato (collection Fiori Musicali) EFM 8204
- 1994 : Cellissimo, avec Mischa Maisky (violoncelle)[7], Daria Hovora (piano) - Deutsche Grammophon (ASIN B000001GLR)
- 1996 : 15 Chants Juifs pour violoncelle et piano, avec Sonia Wieder-Atherton - BMG classics (ASIN B01GKA83XY)
- 1996 : Songs without words de Franz Schubert[8], Daria Hovora & Mischa Maisky - Deutsche Grammophon (ASIN B000001GS5)
- 1998 : Sonate pour violoncelle et piano opus 32 de Camille Saint-Saëns, et Sonate opus 19 de Serge Rachmaninov, Aleth Lamasse[9](violoncelle), Daria Hovora (piano) - Forlane (ASIN B00004VGAD)
- 2000 : Après un rêve, oeuvres de Gabriel Fauré, Ernest Chausson, Georges Bizet, Francis Poulenc, Maurice Ravel, Mischa Maisky (violoncelle) & Daria Hovora (piano) - Deutsche Grammophon (ASIN B000V6MTL6)
- 2010 : Cello appassionato, avec Aleth Lamasse (violoncelle), Daria Hovora (piano) - Forlane (ASIN B00PL4C8XC)
- 2012 : Johann Sebastian Bach 6 suites pour violoncelle seul, 3 sonates pour viole de gambe et clavecin, David Harlé, violoncelle, Daria Hovora, piano - Harmonia Mundi